# Alan Ainslie
Alan Ainslie (ur. 1947) – australijski piłkarz występujący na pozycji pomocnika.
W barwach Berwick Rangers rozegrał 38 spotkań i zdobył dziewięć bramek w Scottish Division Two.
W reprezentacji Australii zadebiutował 11 listopada 1971 w zremisowanym 2:2 towarzyskim meczu z Izraelem, a trzy dni później, w wygranym 1:0 pojedynku z tym samym rywalem, strzelił swojego jedynego gola w kadrze. W drużynie narodowej wystąpił czterokrotnie.